# نحمان سيركين
كان نحمان سيركين (11 فبراير 1868 – 6 سبتمبر 1924) مُنظر سياسي ومؤسس الصهيونية العمالية وكاتب مثمر باللغات العبرية، واليديشية، والروسية، والألمانية، والإنجليزية. وكان أول شخص اقترح على المهاجرين إلى فلسطين بناء مستوطنات جماعية.
ولد في الإمبراطورية الروسية (اليوم روسيا البيضاء)، تأثر سيركين بأحباء صهيون والاشتراكية في شبابه.